# Jake Needham
Pour les articles homonymes, voir Needham.
Jake Needham, né à Houston, au Texas, est un écrivain et un scénariste américain, auteur de roman policier.

## Biographie
Jake Needham fait des études en histoire et en économie à l'université Rice et a ensuite obtenu une maîtrise en droit de l'université de Georgetown. Il est admis au barreau à Washington, New York et au Texas.
Depuis 1981, Needham vit et travaille en Asie. Il est marié à Pintuporn Sawamiphakdi, diplômée de l'université d'Oxford. Elle est l'ancienne rédactrice en chef de l'édition thaïlandaise du magazine Tatler et chroniqueuse au Bangkok Post.
En 1994, il est scénariste et producteur du film Natural Causes réalisé par James Becket, avec Linda Purl, Ali MacGraw et Cary-Hiroyuki Tagawa.
En 1999, il publie son premier roman, The Big Mango. En 2002, avec Laundry Man, il commence une série consacrée aux affaires criminelles traitées par Jack Shepherd, un avocat américain dont l'épouse l'a quitté pour un proctologue, et qui enseigne dans une école de commerce à Bangkok en Thaïlande.
En 2006, avec The Ambassador’s Wife, il commence une autres série ayant pour héros Samuel Tay, un inspecteur de police responsable de la section des enquêtes spéciales à Singapour.

## Œuvre

### Romans

#### SérieJack Shepherd
- Laundry Man (2002)
- Killing Plato (2003)
- A World of Trouble (2012)
- The King of Macau (2013)
- Don't Get Caught (2017)

#### SérieSamuel Tay
- The Ambassador’s Wife (2006)
- The Umbrella Man (2012)
- The Dead American (2014)
- The Girl in the Window (2016)
- And Brother It’s Starting to Rain (2019)
- Monkok Station (2020)
- Who the Hell Is Harry Black? (2023)

#### Autres romans
- The Big Mango (1999)
- Tea Money (2000)

### Scénario
- 1994 : Natural Causes, film américain réalisé par James Becket, avec Linda Purl, Ali MacGraw et Cary-Hiroyuki Tagawa

## Prix et distinctions

### Prix
- Prix Barry 2024 du meilleur livre de poche pour Who the Hell Is Harry Black?[1]

### Nominations
- Prix Barry 2017 du meilleur livre de poche pour The Girl in the Window[1]
- Prix Barry 2021 du meilleur livre de poche pour Monkok Station[1]
- Prix Thriller 2021 du meilleur roman original en e-book pour Monkok Station[2]